# ネペンテス・アッテンボロギ
ネペンテス・アッテンボロギ（Nepenthes attenboroughii）は山岳地帯に分布する、ウツボカズラ属の食虫植物である。本種の学名は、著名な動植物学者にしてプロデューサー、ウツボカズラ属の食虫植物に多大な関心を寄せていたデイビッド・アッテンボローに献名されたものである。このネペンテス・アッテンボロギの特徴は巨大なベル型の捕虫器であり、蓋は幅狭で開口部に対して直立する。ネペンテス・アッテンボロギのタイプは、フィリピンパラワン州中部にある超苦鉄質岩質のビクトリア山（Mount Victoria）山頂にて採取された。

## 発見と公表
ネペンテス・アッテンボロギは、イギリスの植物学者である Alastair S. Robinson、同地質学者の Stewart R. McPherson、それにドイツの博物学者である Volker B. Heinrich らのチームにより2007年に発見された。彼らはフィリピンに生育するウツボカズラ属の目録を作るべく、2ヶ月にわたってビクトリア山周辺を探査していた。

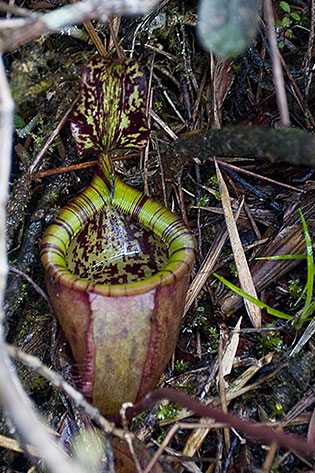
ネペンテス・アッテンボロギの幼若個体の捕虫器。典型的なベル型であるが、その高さはまだ数インチ程度。

ネペンテス・アッテンボロギの正式な記載は、2009年2月に出版されたイギリスの植物学雑誌 Botanical Journal of the Linnean Society 上でなされた。作成された標本「A. Robinson AR001」はホロタイプに指定され、プエルト・プリンセサにあるパラワン州立大学（Palawan State University）のハーバリウムに収蔵されている。

## 記載
ネペンテス・アッテンボロギは直立するか、潅木に撒きついて伸びる。茎は直径 3.5cm ほどの太さになり、断面は丸い。高さは時に 1.5m にも及ぶ。

### 葉・捕虫器
葉はなめし革のような質感で無柄、もしくは半有柄。ロゼット葉は長さ 30cm、幅 10cm ほど。匍匐茎に生じる葉はより大型で、長さ 40cm、幅 15cm ほどになる。葉の形状は楕円形、頂端は鈍角で基部はだんだん細くなる。葉の基部は抱茎し、2-3cm （の長さ）にわたって茎外周の 2/3 ほどを包む。
ネペンテス・アッテンボロギはウツボカズラ属の植物の中で最も大きな捕虫器を作るものの一つである。時にはその捕虫器の大きさで知られるオオウツボカズラ（Nepenthes rajah）をも超える。しかし、オオウツボカズラの最大記録を超えるものは未だ見つかっていない。ネペンテス・アッテンボロギの最大の捕虫器の記録は容量 1.5 リットルのものであり、2リットルを超えるものもあるだろうと考えられている。ネペンテス・アッテンボロギの捕虫器は二形性であり、下位袋（lower pitcher）と上位袋（upper pitchers）とに区別される。下位袋は硬質で脆く、ベル型で高さは最大 30cm、直径 16cm。長さ 30-40cm、直径 4-9mm の蔓から生じる。蔓は葉に近づくにつれて顕著に平坦となり、その断面はアーチ形である。上位袋は下位袋に似るが、全体の形状は漏斗型。高さ 25cm、直径 12cm。

### 花序
ネペンテス・アッテンボロギの花は 80cm（雄花の場合）にも及ぶ総状花序を示す。雄花の穂は約 100 個の花柄を長さ最大 45cm の花軸に生じ、時に2分岐する。花は包葉を欠き、鈍角の先端を持つ幅広で卵形の赤い花弁を付ける。雌花の花序は雄花のそれよりも短く、最大 65 cm 程度で、決して分岐しない。最大 70 個の密に配列した花を 20cm ほどの短い花軸に生じる。花弁は茶色から紫色、卵形で先端は尖る。

## 分布・生息地
本種はパラワン州ヴィクトリア山山頂付近の限られた地域の固有種として知られている。この土地では 0.8-1.8m ほどの高さの潅木が超苦鉄質岩に富んだ土壌に散在しており、植生は比較的疎である。他のウツボカズラ属の植物は見られない。

## 捕食

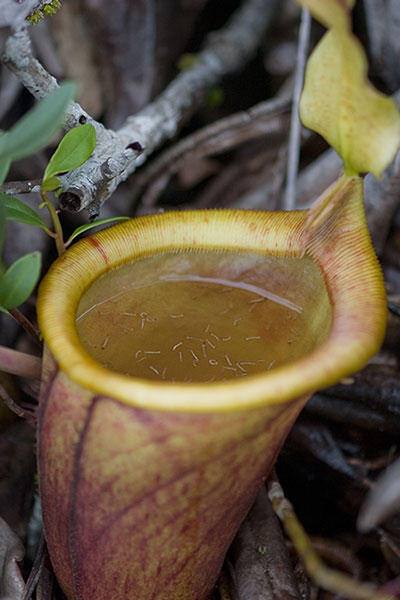
多数のボウフラが浮いたネペンテス・アッテンボロギの下位袋。

ネペンテス・アッテンボロギの捕虫器は蓋が開いており、多くの場合液体で満たされている。この液体は捕虫器の底付近で粘稠、上部ではさらさらとして2層になっており、混合することはない。上層の液体は "Nepenthes infauna" と呼ばれる独特の生態系を提供しており、内部には特にボウフラが多く見られる。このような生物群を保持することで、捕虫器は継続的に獲物を獲られるとともに、これらの生物が生産するデトリタスも植物体にとってメリットとなる。

## 近縁種
ネペンテス・アッテンボロギは同じパラワン州に分布するウツボカズラである Nepenthes mantalingajanensis や N. mira、ミンダナオ島の N. peltata、ボルネオ島の N. rajah などに近縁である。
ボルネオ島やミンダナオ島の種との近縁性は、N. mira の記載時に報告されていた観察結果と一貫するものであり、また古生物学な知見からも支持される。このような証拠に基づき Robinson らは、パラワン州やミンダナオ島の超苦鉄質岩質土壌に分布するこれらのウツボカズラ属の類縁種は、もともとボルネオ島にあった共通祖先から適応放散して生じたものであると結論付けている。